# Championnat d'Amérique du Nord féminin de volley-ball 2001
Navigation
Édition précédente Édition suivante
Le 17e championnat d'Amérique du Nord de volley-ball féminin s'est déroulé du 10 octobre 2001 au 14 octobre 2001 à Saint-Domingue, République dominicaine. Il a mis aux prises les six meilleures équipes continentales.

## Classement final
| Place              | Équipe                 |
| ------------------ | ---------------------- |
| Médaille d'or      | États-Unis             |
| Médaille d'argent  | Cuba                   |
| Médaille de bronze | République dominicaine |
| 4                  | Mexique                |
| 5                  | Costa Rica             |
| 6                  | Salvador               |